# カチウン
カチウン（モンゴル語: Qači'un/Хачиун,中国語: 合赤温、生没年不詳）は、チンギス・カンの三弟で、モンゴル帝国の皇族である。

## 概要
イェスゲイ・バアトルとコンギラト部族オルクヌウト氏族出身のホエルンとの三男で、他の同母兄弟にはテムジン（後のチンギス・カン）とジョチ・カサル、テムゲ・オッチギン、同母妹にはテムルン、異母弟にはベルグタイがいる。『元朝秘史』『元史』などの漢語資料では、中合赤温額勒赤 Qači'un elči 、合赤温大王。『集史』などのペルシア語表記では قاچيؤن Qāchī'un と書かれる。「カチウン」という名はテュルク諸語のQatïq（「堅い」の意）に由来するものと見られている。
『元朝秘史』にはテムジンが9歳になった時にジョチ・カサルは7歳、カチウンは5歳、テムゲ・オッチギンは3歳であったと記されており、チンギス・カンとは4歳差であった。テムジンの勢力が小さく敵が多かった時代、タイチウトの襲撃を受けた時にはテムゲ、テムルンとともに崖の割れ目に隠れ潜んだことが伝えられている。しかしこれ以後カチウンに関する記録は『元朝秘史』には表れなくなり、早世したものと見られる。

## カチウン王家の展開
おそらく早世したためか、彼の活躍については資料上に殆ど知られておらず、モンゴル帝国成立後、一族に行われた分封（ウルス）を実際に受けたのは子のアルチダイ（阿勒赤歹、済南王按只吉歹）であった。『集史』「イェスゲイ・バハードゥル紀」によると、1207年から1211年頃にかけてチンギス・カンは母ホエルンをはじめ諸子、諸弟などの親族たちにも所領（ウルス）の分封が行っているが、その際に、アルチダイにはナイマン、ウリヤンカト、タタル部の諸部族からなる三つの千人隊が分与された。この内、ウリヤンカトの千人隊長はチャウルカイで、『元朝秘史』では「王傅」としてカチウン家に派遣されたと記されている。
杉山正明の研究などによると、いわゆる東方三王家（チンギス・ハーンの弟のジョチ・カサル、カチウン、テムゲ・オッチギンの家系）の諸ウルスはチンギスの大興安嶺の西麓に各々設置されたが、そのうち北端にはアルグン川流域周辺をジョチ・カサル家が、中部のハルハ川流域周辺をテムゲ・オッチギン家が、そして、南端のブユル・ノール南方、ウルゲン川（旧名：ウルクイ河）・カラカルジト流域にカチウン家のウルスが設置されたと考えられる。
子孫は東方三王家（チンギス・カンの弟のジョチ・カサル、カチウン、テムゲ・オッチギンの家系）の一角をなし、クビライの元朝成立にも貢献した。アルチダイはオゴデイ、モンケ、クビライの時代に活躍したが、クビライの即位に際しカチウン家は他の東方三王家とともにこの即位に尽力している。
『集史』「イェスゲイ・バハードゥル紀」によると、アルチダイの次に当主位を継いだのはイルチダイの子のチャクラ（察忽剌大王）であったという。第三代当主はその子のクラクル（忽列虎児王、ウクラクル。『元史』宗室世系表ではアルチダイの息子のひとりとする）であったが、1260年夏の上都開平府のクリルタイでは、東方三王家の盟主であるテムゲ・オッチギン家の当主タガチャル、ジョチ・カサル家のイェスンゲとともにアルチダイの子のカダアン（哈丹大王）という王族が出席しており、クビライの元朝成立にも貢献した。翌1261年にアリクブケ軍と開平府に近いシムトゥ・ノールでの会戦ではカチウン家の当主クラクルはナリン・カダアンをともないクビライの左翼軍でテムゲ・オッチギン家のタガチャルやベルグテイ家の当主ジャウドゥらと奮戦している。
しかし、1287年のテムゲ・オッチギン家の当主ナヤンがクビライに叛乱を起こした際、カチウン家も他の東方三王家やコルゲン家の王族たちとともに挙兵した（ナヤンの乱）。この時のカチウン家の当主は、ナリン・カダアンの孫で隴王クラチュ（忽剌出）の子のシンナカル（済南王勝納哈児）であったが、ナヤンはクビライの親征軍に敗北して誅殺された。これに伴いクビライは東方三王家の当主たちを全て挿げ替え、カチウン家もシンナカルは家督を廃されチャクラの息子らしいエジル（済南王也只里）が擁立された。ところが、この処置に不満をもったナリン・カダアンは、子のラオデイを伴いナヤンが敗死した後もなお現在の中国東北部全域を転戦して抵抗を続けた。しかし、各地で敗走を重ね、皇孫テムル率いる討伐軍に敗北して1290年に入って高麗王国へも侵入し抵抗を続けたものの、1291年に鴨緑江での敗北によってラオデイは逃走、1292年にナリン・カダアンも敗死した。ナリン・カダアン、ラオデイの反抗があったものの、クビライ政権側はナヤン死後の当主位改廃後に西方のカイドゥ対策として東方三王家との和解、事態の収拾、関係の改善を進めており、従来のウルスも安堵されたと考えられている。
1302年12月10日に、クビライを継いだ成宗皇帝テムルがカラコルムで催したカイドゥに勝利した後の祝宴でジョチ・カサル家の当主バブシャ（八不沙）らとともにカチウン家の当主エジルも列席している。
明朝の成立を経て北元時代に入ると、カチウンの後裔が支配する勢力はチャガン・トゥメンと呼称され、明朝からは卜剌罕衛と呼称された。15世紀半ば、エセン・ハーン死後の混乱の中でカチウンの子孫であるドーラン・タイジはドローン・トゥメト（Doloγan Tümed、7トゥメトの意）を率いて活躍し、その死後もドローン・トゥメトは発展して「ダヤン・ハーンの6トゥメン」の一つとして知られるに至った。
カチウンの子孫の一派は明末まで存続し、オンリュート部として知られた。オンリュート部は清朝の支配下に入ってオンニュド旗に組織され、オンニュド旗は清朝、中華民国、満州国を経て中華人民共和国赤峰市オンニュド旗として存続している。

## 歴代カチウン家当主
1. カチウン大王（Qači'un,合赤温大王／Qāchīūnقاچیون）
2. 済南王アルチダイ（Alčidai,済南王按只吉歹／Īlchīdāīایلچیدای）
3. チャクラ大王（Čaqula,察忽剌大王／Chāqūlaچاقوله）
4. クラクル王（Qulaqur,忽列虎児王／Ūqlāqūrاوقلاقور）
5. カダアン大王（Qada'an,哈丹大王／Qadānقدان）
6. 済南王シンナカル（Šingnaqar,済南王勝納哈児／Shīnglaqarشینگلقر）
7. 済南王エジル（Eǰil,済南王也只里／Ījal-Nūyānیجل نویان）